# Torture Garden
Torture Garden — альбом-компиляция группы Джона Зорна «Naked City», вышедший в 1989 году.

## Общая информация
Диск состоит из «хардкорных миниатюр» (англ. hardcore miniatures), вошедших также в альбомы «Naked City» и «Grand Guignol». В отличие от других альбомов коллектива, в состав «Torture Garden» входят только миниатюры.
Название альбома заимствовано у декадентского романа 1899 г. «Сад пыток», написанного Октавом Мирбо.

## Критика
Подобно другим альбомам Зорна, целостное восприятие Torture Garden возможно только при принятии во внимание оформления обложки и названий треков. В оформлении обложки использованы кадры из японских БДСМ-фильмов в жанре кимбаку, а также иллюстрация Суэхиро Маруо, на которой изображён человек в форме, отрывающий девочке кожу лица и лижущий её глазное яблоко. Такое оформление альбома вызвало негодование азиатской диаспоры США, однако было спокойно воспринято в Японии. Лейбл Nonesuch отказался выпускать альбом с оригинальным оформлением.

## Издания
Первое издание альбома вышло на японском лейбле Shimmy Disc в 1989 г. В 1991 году альбом был переиздан на Earache.
В 1996 г. альбом был подвергнут ремастерингу и переиздан на Tzadik в составе двухдискового бокс-сета «Black Box» вместе с альбомом «Leng Tch’e».
Альбом не вошёл в бокс-сет Naked City: The Complete Studio Recordings, изданный в 2005 году, поскольку все произведения, звучащие в нём, входят в состав альбомов «Naked City» и «Grand Guignol».

## Список композиций
Все пьесы написаны Джоном Зорном.
1. «Blood Is Thin»
2. «Demon Sanctuary»
3. «Thrash Jazz Assassin»
4. «Dead Spot»
5. «Bonehead»
6. «Speedball»
7. «Blood Duster»
8. «Pile Driver»
9. «Shangkuan Ling-Feng»
10. «Numbskull»
11. «Perfume of a Critic’s Burning Flesh»
12. «Jazz Snob Eat Shit»
13. «The Prestigitator»
14. «No Reason To Believe»
15. «Hellraiser»
16. «Torture Garden»
17. «Slan»
18. «Hammerhead»
19. «The Ways of Pain»
20. «The Noose»
21. «Sack of Shit»
22. «Blunt Instrument»
23. «Osaka Bondage»
24. «Igneous Ejaculation»
25. «Shallow Grave»
26. «Ujaku»
27. «Kaoru»
28. «Dead Dread»
29. «Billy Liar»
30. «Victims of Torture»
31. «Speedfreaks»
32. «New Jersey Scum Swamp»
33. «S & M Sniper»
34. «Pigfucker»
35. «Cairo Chop Shop»
36. «Fuck the Facts»
37. «Obeah Man»
38. «Facelifter»
39. «N.Y. Flat Top Box»
40. «Whiplash»
41. «The Blade»
42. «Gob of Spit»

## Участники записи
- Джон Зорн — альт-саксофон
- Билл Фриселл — гитара
- Фред Фрит — бас-гитара
- Джоуи Бэрон — барабаны
- Вэйн Хорвиц — клавишные
- Ямацука Ай — вокал